# الحی
الحی (به عربی: الحی) یک منطقهٔ مسکونی در عراق است که در استان واسط واقع شده‌است.